# Adam Friedman
Adam Friedman (* 1981 oder 1982 in Gahanna, Ohio) ist ein professioneller US-amerikanischer Pokerspieler. Er ist fünffacher Braceletgewinner der World Series of Poker.

## Persönliches
Friedman machte einen Abschluss an der Indiana University Bloomington. Er lebt in Gahanna.

## Pokerkarriere

### Werdegang
Seine erste Geldplatzierung bei einem Live-Turnier erzielte Friedman im Juli 2005 bei der World Series of Poker (WSOP) im Rio All-Suite Hotel and Casino am Las Vegas Strip. Dort belegte er im Main Event den mit rund 235.000 US-Dollar dotierten 43. Platz. Ende April 2006 gewann er das Main Event der Midwest Regional Poker Championships in Elizabeth im US-Bundesstaat Indiana und erhielt eine Siegprämie von knapp 150.000 US-Dollar. Diesen Erfolg wiederholte Friedman im Februar 2008 und März 2009, was ihm Preisgelder von knapp 200.000 US-Dollar zusicherte. Bei der WSOP 2011 wurde er bei einem Turnier der gemischten Variante H.O.R.S.E. Dritter für mehr als 120.000 US-Dollar. Im Jahr darauf gewann der Amerikaner ein in Seven Card Stud Hi-Lo 8 or Better gespieltes Event der WSOP 2012 und sicherte sich neben der Siegprämie von rund 270.000 US-Dollar ein Bracelet. Anfang März 2014 erreichte er beim Main Event der World Poker Tour in Los Angeles den Finaltisch und belegte den sechsten Platz, der mit rund 200.000 US-Dollar bezahlt wurde. Bei der WSOP 2016 saß Friedman an zwei Finaltischen, die ihm Preisgelder von über 200.000 US-Dollar einbrachten. Im Juni 2018 gewann er die Dealers Choice Championship der WSOP 2018 und sicherte sich sein zweites Bracelet sowie den Hauptpreis von knapp 300.000 US-Dollar. Im Jahr darauf setzte sich der Amerikaner erneut bei diesem Event durch und erhielt mehr als 310.000 US-Dollar Preisgeld und ein weiteres Bracelet. Anfang August 2019 gewann er das Main Event der Mid-States Poker Tour in Cleveland mit einer Siegprämie von über 120.000 US-Dollar. Bei der WSOP 2021 siegte Friedman zum dritten Mal in Serie bei der Dealers Choice Championship und sicherte sich sein viertes Bracelet und rund 250.000 US-Dollar. Wegen dieser Leistung erhielt er bei den Global Poker Awards Mitte Februar 2022 eine Auszeichnung für die „Best Final Table Performance of the Year“. Bei der WSOP 2022, die erstmals im Bally’s Las Vegas und Paris Las Vegas ausgespielt wurde, entschied der Amerikaner die Seven Card Stud Championship für sich und erhielt knapp 250.000 US-Dollar sowie sein fünftes Bracelet.
Insgesamt hat sich Friedman mit Poker bei Live-Turnieren mehr als 4 Millionen US-Dollar erspielt.

### Braceletübersicht
Friedman kam bei der WSOP 46-mal ins Geld und gewann fünf Bracelets:
| Jahr | Buy-in (in $) | Turnier                              | Teilnehmer | Preisgeld (in $) |
| ---- | ------------- | ------------------------------------ | ---------- | ---------------- |
| 2012 | 05.000        | Seven Card Stud Hi-Lo 8 or Better    | 212        | 269.037          |
| 2018 | 10.000        | Dealers Choice 6-Handed              | 111        | 293.275          |
| 2019 | 10.000        | Dealers Choice 6-Handed              | 122        | 312.417          |
| 2021 | 10.000        | Dealers Choice 6-Handed Championship | 093        | 248.350          |
| 2022 | 10.000        | Seven Card Stud Championship         | 095        | 248.254          |